# Fraser Valley Rugby Union
La  Fraser Valley Rugby Union  ou fédération de rugby à XV de la vallée du Fraser, est une fédération  de rugby à XV canadienne. 
Elle administre la pratique du rugby à XV dans la région de la vallée du Fraser, en Colombie-Britannique, province du Canada. La FVRU compte 9 clubs. 
L'équipe qui représente la vallée est connu comme Venom.

## Liste des clubs
- Abbotsford RFC
- Chilliwack Crusaders RFC
- Chuckanut Bay Geoducks RFC
- Kamloops Raiders RFC
- Kelowna Crows RFC
- Langley RFC
- Richmond RFC
- Ridge Meadow Bruins RFC
- Surrey Beavers Athletic Association